# 謝道清
謝道清（1210年—1283年），浙江天台人。宋理宗皇后，共主南宋朝政2年。

## 生平
謝道清的祖父謝深甫，曾任右丞相，赠鲁王，谥惠正。父亲谢渠伯为谢深甫次子，赠太师，追封魏王。因谢深甫有功，楊太后选谢女入宫，恰好此时宫中有鹊来巢，以为祥兆。而道清生而黧黑，眼睛旁有一黑痣，入宫后一次大病，皮肤脱去后莹白如玉，黑痣也没了。本来理宗欲立賈氏为后，但杨太后认为谢氏端庄有福，左右也窃窃私语说：“不立真皇后还立假（贾）皇后吗？”之後理宗才立美麗卻不看好的謝皇后。理宗崩後，以其姪即度宗為嗣子並即位，謝皇后尊為皇太后。
1275年，度宗崩，其孙宋恭帝赵㬎即位，謝太后尊為太皇太后。由于恭帝只有4岁，因此由已65岁的謝太皇太后與全太后垂簾聽政，但军政大权仍在贾似道之手。后来，謝道清在朝臣壓力下將他流放到福建漳州，此刻元军已破襄樊，宋朝无力回天。宋恭帝德祐二年（1276年），元军兵临宋都临安，謝道清求和不成，只好抱着5岁的宋恭帝，帶著南宋皇族出城跪迎，向元軍统帅伯颜投降。
南宋滅亡後，謝道清由太皇太后降為寿春郡夫人，也是中國歷史上廢位中幅度最大的皇族女性（從太皇太后被廢為郡夫人）。后来，以謝道清之孙——宋恭帝的哥哥益王赵昰、弟弟卫王赵昺为首的南宋残余势力在东南沿海一带抗元。祥興二年（1279年）3月19日，陆秀夫负8岁的皇帝赵昺跳海而死，南宋彻底覆灭。
謝道清之姪謝緒跳水自盡殉國，葬於杭州金龍山，被視為水神，人稱金龍大王。 
謝道清被俘7年後，於元朝至元二十年（1283年）去世，享年74岁。

## 延伸阅读
[在维基数据编辑]
 《宋史·卷243》，出自脱脱《宋史》